# ديفيد إتش باغلي
ديفيد إتش باغلي (بالإنجليزية: David H. Bagley)‏ هو ضابط أمريكي، ولد في 7 ديسمبر 1920 في لاهاي في هولندا، وتوفي في 7 أبريل 1992 في فيينا (فيرجينيا) في الولايات المتحدة.